# Calligonum kuerlese
Calligonum kuerlese är en slideväxtart som beskrevs av Z. M. Mao. Calligonum kuerlese ingår i släktet Calligonum och familjen slideväxter. Inga underarter finns listade i Catalogue of Life.